# Faro de Donaghadee
El Faro de Donaghadee (en inglés: Donaghadee lighthouse) es un faro en Donaghadee, Condado de Down, Irlanda del Norte, en el Reino Unido.
Donaghadee es probablemente más conocido por su faro y el puerto. Ha sido un refugio para los barcos en Donaghadee (localmente y coloquialmente conocido como el 'Dee') durante siglos, y también ha existido un puerto allí por lo menos desde el siglo XVII.